# José Martín de León y Mesa
José Martín de León y Mesa (Córdoba, 12 de noviembre de 1788-Madrid, 16 de febrero de 1865) fue un farmacéutico español.

## Biografía
Educado en el Instituto San Isidro de Madrid por su tío Mariano Rafael de León y Gálvez, que además era catedrático de Farmacia en el Real Colegio de San Fernando. Durante la Guerra de la Independencia Española fue ayudante de farmacia militar y en 1813 destinado a Alicante, donde se encargó del laboratorio químico y del almacén de medicamentos. En 1814 dejó el ejército y en 1815 se doctoró en farmacia. En 1817 obtuvo la cátedra de materia farmacéutica del Colegio de Farmacia de Madrid. Después de la llegada de los Cien Mil Hijos de San Luis en 1823 perdió el cargo y durante la Década Ominosa vivió en situación precaria.
En 1835 recuperó su cátedra, en 1844 fue vicedecano de la Facultad de Medicina y de 1846 a 1863 decano de la Facultad de Farmacia. En 1850 fue elegido académico de la Real Academia de Ciencias Exactas, Físicas y Naturales y dos años más tarde pronunció el discurso de ingreso Sobre la aparente sencilla del organismo vegetal. En 1851 fue nombrado rector interino de la Universidad Central. En 1855 dejó la cátedra por motivos de salud antes de jubilarse en 1863, dos años antes de su muerte.